# Pappu Jadav (zapaśnik)
Pappu Jadav (ur. 25 lutego 1974) – indyjski zapaśnik walczący w stylu klasycznym. Dwukrotny olimpijczyk. Zajął ósme miejsce w Barcelonie 1992 i siedemnaste w Atlancie 1996. Startował w kategorii 48-52 kg.  Złoty medalista mistrzostw Azji w 1993 i srebrny w 1992. Mistrz świata juniorów z 1992 roku.
- Turniej w Barcelonie 1992 – 48 kg

Pokonał Węgra Józsefa Faragó i Syryjczyka Mohameda Hassouna. Przegrał z Madżidem Rezą Simchahem z Iranu i Włochem Vincenzo Maenzą.
- Turniej w Atlancie 1996 - 52 kg

Przegrał z Ha Tae-yeonem z Korei Południowej i Andrijem Kałasznikowem z Ukrainy
W roku 1992 został laureatem nagrody Arjuna Award.